# Obi Igbokwe
Pour les articles homonymes, voir Igbokwe.
Obi Igbokwe, né le 28 janvier 1997 à Houston, est un athlète américain, spécialiste du 400 mètres.

## Biographie
Le 6 juin 2018, il porte son record personnel sur 400 m à 44 s 94 à Eugene. En août 2018, il remporte la médaille d'or du relais 4 × 400 m lors des championnats d'Amérique du Nord, d'Amérique centrale et des Caraïbes à Toronto. Quelques jours plus tôt, il avait remporté la même épreuve lors de la 1re coupe du monde d'athlétisme, à Londres.

## Palmarès

### International
| Date | Compétition           | Lieu    | Résultat | Épreuve         | Temps         |
| ---- | --------------------- | ------- | -------- | --------------- | ------------- |
| 2018 | Championnats NACAC    | Toronto | 1er      | 4 × 400 m       | 3 min 0 s 60  |
| 2018 | Coupe du monde        | Londres | 1er      | 4 × 400 m       | 2 min 59 s 78 |
| 2019 | Championnats du monde | Doha    | 1er      | 4 x 400 m mixte | séries        |

## Records
| Épreuve | Épreuve   | Performance | Lieu    | Date           |
| ------- | --------- | ----------- | ------- | -------------- |
| 400 m   | Plein air | 44 s 94     | Eugene  | 6 juin 2018    |
| 400 m   | Salle     | 45 s 35     | Clemson | 8 février 2018 |